# 鮑德
鮑德（?—?），東漢上黨屯留人。太尉鮑昱之子。鮑德擔任南陽太守時，全國各地普遍荒災，只有南陽豐收，因而鮑德被當地人民稱為「神父」。南陽的郡學荒廢了很久，鮑德於是裝修學舍，備好祭祀時需要的俎豆和黻冕。鮑德又舉辦宴會招待國老和儒生。當時張衡也在鮑德手下擔任主簿。鮑德在職九年後，擔任大司農，並在任內去世。崔瑗和張衡在鮑德去世後寫诔紀念。